# Zhongqian Shuiku
Zhongqian Shuiku (kinesiska: 钟前水库) är en reservoar i Kina. Den ligger i provinsen Zhejiang, i den östra delen av landet, omkring 250 kilometer söder om provinshuvudstaden Hangzhou. Zhongqian Shuiku ligger 108 meter över havet. Arean är 0,11 kvadratkilometer. Trakten runt Zhongqian Shuiku består till största delen av jordbruksmark.
Genomsnittlig årsnederbörd är 2 185 millimeter. Den regnigaste månaden är juni, med i genomsnitt 368 mm nederbörd, och den torraste är januari, med 71 mm nederbörd.